# 중고 한어
중고 한어(중국어: 中古漢語, 영어: Middle Chinese)는 601년에 처음 나온 운서인 《절운》에 기록된 오래된 형태의 중국어이다. 스웨덴의 언어학자 베른하르드 칼그렌은 《절운》에 기록된 발음이 수나라와 당나라의 수도 장안의 표준어를 나타낸 것이라고 믿었다. 그러나 보다 최근에 발견된 《절운》 서문의 내용을 바탕으로 오늘날 대부분의 학자들은 이 발음이 남북조 시대 후기 중국 북부와 남부의 발음과 운문 전통을 절충한 것이라고 생각한다. 이 체계는 보다 오래된 상고 한어(기원전 제1천년기)의 음운론을 재구하는 데 중요한 정보를 담고 있다. 중세 중국어라고도 하며, 과거에는 영어로 ‘Ancient Chinese’라고도 불렀다.
운서에서 한자의 발음을 나타내는 방식인 반절은 과거보다 발전된 방식이기는 했지만 사용하기에 번거로운 면이 있었다. 12세기 중반의 《운경》을 비롯한 후대의 운도들은 《절운》의 음운론을 분석함에 있어 보다 정교하고 편리한 방식을 채택했다. 이들 운도에는 《절운》이 쓰인 뒤 수백 년 동안 일어난 여러 음운 변화가 드러나 있다. 언어학자들은 때로 《절운》의 체계를 전기 중고 한어(영어: Early Middle Chinese)라 부르고 후대 운서들의 체계를 후기 중고 한어(영어: Late Middle Chinese)라 불러 구분하기도 한다.
이들 운서와 운도는 한자들의 발음을 다른 한자들의 발음에 기대어 설명했지만, 이것만 가지고는 그 구체적인 발음이 어땠는지 알 수 없다. 칼그렌은 중고 한어의 소리 범주들을 현대 중국어 방언의 발음 및 일본·베트남·한국의 한자 독음과 비교하여 최초로 중고 한어의 소리 체계를 재구한 인물이다. 그 뒤 여러 학자들이 비슷한 방식으로 각자 새로운 재구를 내놓았다.
《절운》의 체계는 다양한 현대 중국어 방언을 연구하고 기술하는 틀로 널리 쓰인다. 중국어파의 여러 갈래, 이를테면 관화(예: 베이징어), 월어(예: 광둥어), 우어(예: 상하이어) 등은 중고 한어에서 각자의 방식으로 분화해 나간 것으로 대부분 설명할 수 있다. 중고 한어 연구는 당시(唐詩) 연구 등 한시의 분석과 이해에도 큰 도움이 된다.

## 음운론

중국어 음절 구조의 전통적 분석

전통적으로 중국어의 음절은 음절의 첫 자음인 ‘성모(聲母)’와 나머지 부분인 ‘운모(韻母)’로 나뉜다. 이 방식은 반절에 뿌리를 둔 것이다. 현대 언어학자들은 운모를 더 잘게 쪼개어 운모 맨 앞의 접근음인 ‘운두(韻頭)’, 음절의 주된 모음인 ‘운복(韻腹)’, 음절의 마지막 자음인 ‘운미(韻尾)’로 구분하기도 한다. 중고 한어 재구는 대체로 접근음 /j/와 /w/를 포함하고 또 그 조합인 /jw/도 포함하지만, 몇몇 재구는 추가로 이중모음 /i̯e/를 이루는 모음성 “활음”인 /i̯/ 따위를 포함하기도 한다. 음절말 자음으로 /j/, /w/, /m/, /n/, /ŋ/, /p/, /t/, /k/가 존재했다는 주장은 널리 인정되며, 추가로 /wk/나 /wŋ/ 따위의 어말 자음군이 존재했다는 설도 있다. 《절운》에서 같은 운이라고 하는 음절끼리는 똑같은 모음과 음절말 자음을 지닌 것으로 간주되지만, 운두는 종종 다르다.
중고 한어의 재구는 언어학자마다 다르다. 자음에 관해서는 학자마다 큰 차이가 없으며 논쟁의 여지도 적다. 그러나 모음에 관해서는 상대적으로 큰 차이가 있다. 전사에 가장 널리 쓰이는 체계는 리팡구이가 수정한 칼그렌의 재구와 백스터의 표기법이다.

### 성모
《운경》의 서문은 전통적인 36개의 성모 목록을 제시한다. 각 성모의 이름은 그로 시작하는 한자에서 따온 것이다. 그보다 이른 시기의 둔황 문헌에서 발견된 운서 단편에는 30개의 성모로 이루어진 체계가 제시된 바 있다. 반면에 《절운》에 나타난 성모를 파악하기 위해서는 운서 전체에 걸쳐 반절 관계를 조사하는 고된 과정을 거쳐야 했다. 이 작업은 1842년 청나라 광둥의 고증학자인 진례(陳澧)가 처음 수행하였으며 이후 여러 학자가 이를 개선했다. 이러한 분석을 통해 파악한 성모 목록은 전통적인 36개의 목록과 약간 차이가 있다. 나아가, 오늘날 대부분의 학자들은 운도가 만들어지던 시기에는 36개 성모 중 일부가 이미 서로 합류했지만 선대 운서들의 영향으로 그러한 구분이 유지되었다고 본다.
전기 중고 한어는 유성음, 무성음, 무성유기음 3종류의 파열음이 있었다. 설정 장애음은 5개의 계열이 있었으며, 이 중 마찰음·파찰음은 치음(또는 치경음), 권설음, 경구개음의 3개 계열이 있었고 파열음은 치음과 권설음의 2개 계열이 있었다. 다음 표는 전기 중고 한어의 성모의 전통적 이름과 대략적인 음가를 나타내었다.
|             | 파열음과 파찰음 | 파열음과 파찰음 | 파열음과 파찰음 | 비음 | 마찰음 | 마찰음  | 접근음 |
| 무기음      | 유기음          | 유성음          | 무기음          | 비음 | 유성음 |         | 접근음 |
| ----------- | --------------- | --------------- | --------------- | ---- | ------ | ------- | ------ |
| 순음        | 幫 p            | 滂 pʰ           | 並 b            | 明 m |        |         |        |
| 치음        | 端 t            | 透 tʰ           | 定 d            | 泥 n |        |         |        |
| 권설 파열음 | 知 ʈ            | 徹 ʈʰ           | 澄 ɖ            | 娘 ɳ |        |         |        |
| 설측음      |                 |                 |                 |      |        |         | 來 l   |
| 치 치찰음   | 精 ts           | 清 tsʰ          | 從 dz           |      | 心 s   | 邪 z    |        |
| 권설 치찰음 | 莊 ʈʂ           | 初 ʈʂʰ          | 崇 ɖʐ           |      | 生 ʂ   | 俟 ʐ    |        |
| 경구개음    | 章 tɕ           | 昌 tɕʰ          | 禪 dʑ           | 日 ɲ | 書 ɕ   | 船 ʑ    | 以 j   |
| 연구개음    | 見 k            | 溪 kʰ           | 群 ɡ            | 疑 ŋ |        |         |        |
| 후음        | 影 ʔ            |                 |                 |      | 曉 x   | 匣/云 ɣ |        |

상고 한어는 경구개음이나 권설음이 없는 보다 단순한 체계였다. 중고 한어의 보다 복잡한 체계는 상고 한어 장애음과 뒤따르는 /r/ 및 /j/가 합쳐진 결과로 생겨났다고 여겨진다.
베른하르드 칼그렌은 최초로 중고 한어의 현대적 재구를 수행했다. 성모에 관해서 칼그렌의 재구와 최근의 재구는 다음과 같은 차이가 있다.
- /ʑ/와 /dʑ/의 뒤바뀜. 칼그렌의 재구는 송나라 때의 운도들에 바탕을 두었다. 그러나 전기와 후기 중고 한어 사이에서 /ʑ/와 /dʑ/가 하나로 합쳐졌기 때문에, 운도를 만든 중국 학자들은 두 자음을 구분하기 위해 전통에 의존할 수밖에 없었다. 이들은 어느 시점에서 실수로 두 자음을 혼동한 것으로 보인다.
- 칼그렌은 전기 중고 한어의 권설 파열음이 사실은 경구개 파열음이었다고 가정했다. 그 근거는 이들 자음이 전설모음이나 /j/과 함께 나타나는 경향이 있다는 것이었다. 이 견해는 최근에는 받아들여지지 않는다.
- 칼그렌은 유성 자음이 실제로는 유성유기음이었다고 가정했다. 최근에는 이것이 후기 중고 한어에서는 사실이지만 전기 중고 한어에서는 사실이 아니라고 본다.

《절운》과 비슷한 시기의 다른 자료들에서는 약간 다른 체계가 드러나는데, 이는 남부 발음을 반영하는 것으로 생각된다. 이 체계에서는 유성 마찰음 /z/, /ʐ/가 그에 대응하는 유성 파찰음 /dz/, /ɖʐ/와 구별되지 않으며, 권설 파열음과 치 파열음이 구별되지 않는다.
《절운》의 시대와 운도들이 쓰인 시대 사이에는 여러 음운 변화가 일어났다.
- 경구개 치찰음이 권설 치찰음과 합류했다.[15]
- /ʐ/가 /ɖʐ/와 합류했다. (따라서 이 음소는 4개의 전기 중고 한어 음소에 대응한다.)
- 경구개 비음 /ɲ/도 권설음으로 변했지만, 기존의 음소와 합쳐지지 않고 새로운 음소인 /ɻ/로 변했다.
- /ɣ/의 경구개음 이음(云)이 /j/(以)와 합류해 하나로 합쳐져 후음 성모 喻가 되었다.[11]
- 특정한 환경의 양순음으로부터 순치음이라는 새로운 계열이 생겨났다. 이는 일반적으로 전설모음화와 원순음화가 동시에 일어나는 환경이었다(예컨대 윌리엄 백스터의 재구에서 /j/ 뒤에 후설모음이 올 때나, 찬이선의 재구에서[16] 전설 원순모음이 올 때). 그러나 현대 민어 방언에서는 그러한 환경에서 양순음 성모가 보존되어 있으며, 현대 객가어 방언에서도 몇몇 자주 쓰이는 단어에 보존되어 있다.[17]
- 유성 장애음은 음성학적으로 유성유기음이 되었다. (우어 방언에 보존되어 있다.)

다음 표는 후기 중고 한어의 성모를 나타낸 것이다.
|             | 파열음과 파찰음 | 파열음과 파찰음 | 파열음과 파찰음 | 공명음 | 마찰음     | 마찰음 | 접근음 |
| 무기음      | 무성음          | 유기유성음      | 무성음          | 공명음 | 유기유성음 |        | 접근음 |
| ----------- | --------------- | --------------- | --------------- | ------ | ---------- | ------ | ------ |
| 순 파열음   | 幫 p            | 滂 pʰ           | 並 pɦ           | 明 m   |            |        |        |
| 순 마찰음   | 非 f            | 敷 f            | 奉 fɦ           | 微 ʋ   |            |        |        |
| 치 파열음   | 端 t            | 透 tʰ           | 定 tɦ           | 泥 n   |            |        |        |
| 권설 파열음 | 知 ʈ            | 徹 ʈʰ           | 澄 ʈɦ           | 娘 ɳ   |            |        |        |
| 설측음      |                 |                 |                 |        |            |        | 來 l   |
| 치 치찰음   | 精 ts           | 清 tsʰ          | 從 tsɦ          |        | 心 s       | 邪 sɦ  |        |
| 권설 치찰음 | 照 ʈʂ           | 穿 ʈʂʰ          | 牀 (ʈ)ʂɦ        | 日 ɻ   | 審 ʂ       | 禪 ʂɦ  |        |
| 연구개음    | 見 k            | 溪 kʰ           | 群 kɦ           | 疑 ŋ   |            |        |        |
| 후음        | 影 ʔ            |                 |                 |        | 曉 x       | 匣 xɦ  | 喻 j   |

유무성 대립은 현대 우어와 보수적인 샹어 방언들에 보존되어 있지만 나머지 방언에서는 사라졌다. 권설 파열음은 민어에서 치음과 합류했지만 나머지 방언에서는 권설 치찰음과 합류했다. 남부 방언들에서는 권설 치찰음과 치 치찰음도 하나로 합류했지만, 대부분의 관화 방언에서는 둘의 구분이 유지되었다. 현대 관화 방언들의 경구개음 계열은 훨씬 최근에 만들어진 것으로, 치 치찰음과 연구개음의 경구개음 이음이 합류해서 생겨났으며 과거의 경구개음 계열과는 무관하다.

## 주해
1. ↑  이들 자음이 치경음이었는지 치음이었는지는 불분명하다. 현대 중국어 방언에서는 대체로 치경음에 대응한다.[6]
2. ↑  칼그렌은 이들 자음을 경구개 파열음으로 재구했지만, 오늘날 대부분의 학자들은 권설 파열음이라고 생각한다.[7]
3. ↑  /ʐ/ 성모는 《절운》에서 俟와 漦의 두 개 단어에만 나타나며, 《광운》에서는 /ɖʐ/와 합류했다. /ʐ/는 여러 재구에서 생략되며 널리 쓰이는 중국어 이름도 없다.[8]
4. ↑  권설 치찰음과 경구개 치찰음은 운도에서 하나의 계열로 취급한다. 1842년 진례는 《절운》에서 둘이 구별됨을 최초로 발견했다.[9]
5. 1 2  성모 禪와 船의 위치는 운도와 반대이다. 운도의 저자들은 둘을 혼동했다고 여겨진다.[10]
6. 1 2  운도에서는 /ɣ/의 경구개음 변이음(云)이 /j/(以)와 하나로 합쳐져 후음 성모 喻가 되었다. 그러나 《절운》에서 /j/는 경구개음과 같이 행동한다.[11]
7. ↑  마찰음 음소들의 조음 위치는 불분명하며, 현대 중국어에서도 방언마다 다양하다.[12]
8. ↑  이 성모는 아마도 후기 중고 한어 시기에 非와 합류했지만 별개의 《절운》 성모에서 기원했음을 기록하기 위해 유지되었을 가능성이 크다.[19] [f]와 [fʰ]가 대립하는 체계는 유형론적으로 드물지만, 보다 이른 시기에는 두 성모가 파찰음 [pf]와 [pfʰ]로서 대립했을지도 모른다.[20]
9. ↑  이 성모는 관화 방언들에서는 [w]가 되었고 몇몇 남부 방언들에서는 [v]나 [m]이 되었다.[21]
10. ↑  이 성모는 둔황 문헌의 30개 성모 목록에 포함되어 있지 않으며, 이후에 n와 합류했다.[19]
11. ↑  이 성모는 둔황 문헌의 30개 성모 목록에 포함되어 있지 않으며, 그 시기에 이르면 禪 ʂɦ와 음소적으로 구별되지 않았을 가능성이 크다.[22]
12. ↑  이 성모는 전기 중고 한어의 경구개 비음에서 기원했다.[23] 이 성모는 북부 방언들에서 [ʐ](또는 [ɻ])로 변했고, 남부 방언들에서는 [j], [z], [ɲ], 또는 [n]로 변했다.[24]

## 참고 문헌
- Baxter, William H. (1992), 《A Handbook of Old Chinese Phonology》, Berlin: Mouton de Gruyter, ISBN 978-3-11-012324-1.
- Baxter, William H.; Sagart, Laurent (2014), 《Old Chinese: A New Reconstruction》, Oxford University Press, ISBN 978-0-19-994537-5.
- Branner, David Prager (2006a), 〈What are rime tables and what do they mean?〉,   Branner, David Prager, 《The Chinese Rime Tables: Linguistic Philosophy and Historical-Comparative Phonology》, Amsterdam: John Benjamins, 1–34쪽, ISBN 978-90-272-4785-8. See also List of Corrigenda 보관됨 2017-12-01 - 웨이백 머신.
- ——— (2006b), 〈Appendix II: Comparative transcriptions of rime rable phonology〉,   Branner, David Prager, 《The Chinese Rime Tables: Linguistic Philosophy and Historical-Comparative Phonology》, Amsterdam: John Benjamins, 265–302쪽, ISBN 978-90-272-4785-8.
- Chan, Abraham (2004), “Early Middle Chinese: towards a new paradigm”, 《T'oung Pao》 90 (1/3): 122–162, doi:10.1163/1568532042523149, JSTOR 4528958.
- Coblin, W. South (2003), “The Chiehyunn system and the current state of Chinese historical phonology”, 《Journal of the American Oriental Society》 123 (2): 377–383, JSTOR 3217690.
- Li, Fang-Kuei (1974–1975), Gilbert L. Mattos (trans.), “Studies on Archaic Chinese”, 《Monumenta Serica》 31: 219–287, JSTOR 40726172.
- Malmqvist, Göran (2010), 《Bernhard Karlgren: Portrait of a Scholar》, Rowman & Littlefield, ISBN 978-1-61146-001-8.
- Mei, Tsu-lin (1970), “Tones and prosody in Middle Chinese and the origin of the rising tone”, 《Harvard Journal of Asiatic Studies》 30: 86–110, doi:10.2307/2718766, JSTOR 2718766.
- Miller, Roy Andrew (1967), 《The Japanese Language》, University of Chicago Press, ISBN 978-0-226-52717-8.
- Norman, Jerry (1988), 《Chinese》, Cambridge: Cambridge University Press, ISBN 978-0-521-29653-3.
- ——— (2006), 〈Common Dialectal Chinese〉,   Branner, David Prager, 《The Chinese Rime Tables: Linguistic Philosophy and Historical-Comparative Phonology》, Amsterdam: John Benjamins, 233–254쪽, ISBN 978-90-272-4785-8.
- Norman, Jerry L.; Coblin, W. South (1995), “A New Approach to Chinese Historical Linguistics”, 《Journal of the American Oriental Society》 115 (4): 576–584, doi:10.2307/604728, JSTOR 604728.
- Pulleyblank, Edwin George (1970), “Late Middle Chinese, Part I” (PDF), 《Asia Major》 15: 197–239, 2016년 3월 4일에 원본 문서 (PDF)에서 보존된 문서, 2020년 2월 3일에 확인함.
- ——— (1971), “Late Middle Chinese, Part II” (PDF), 《Asia Major》 16: 121–166, 2021년 12월 18일에 원본 문서 (PDF)에서 보존된 문서, 2020년 2월 3일에 확인함.
- ——— (1984), 《Middle Chinese: a study in historical phonology》, Vancouver: University of British Columbia Press, ISBN 978-0-7748-0192-8.
- ——— (1991), 《Lexicon of reconstructed pronunciation in early Middle Chinese, late Middle Chinese, and early Mandarin》, Vancouver: University of British Columbia Press, ISBN 978-0-7748-0366-3.
- Ramsey, S. Robert (1987), 《The Languages of China》, Princeton, NJ: Princeton University Press, ISBN 978-0-691-01468-5.
- Stimson, Hugh M. (1976), 《Fifty-five T'ang Poems》, Yale University, ISBN 978-0-88710-026-0.
- Ting, Pang-Hsin (1996), 〈Tonal evolution and tonal reconstruction in Chinese〉,   Huang, Cheng-Teh James; Li, Yen-Hui Audrey, 《New Horizons in Chinese Linguistics》, Kluwer, 141–159쪽, ISBN 978-0-7923-3867-3.

## 추가 문헌
- Chao, Yuen Ren (1941), “Distinctions Within Ancient Chinese”, 《Harvard Journal of Asiatic Studies》 5 (3/4): 203–233, JSTOR 2717913.
- Chen, Chung-yu (2001), 《Tonal evolution from pre-Middle Chinese to modern Pekinese: three tiers of changes and their intricacies》, Berkeley, CA: Project on Linguistic Analysis, University of California, JSTOR 23888251, OCLC 248994047.
- Karlgren, Bernhard (1915), 《Études sur la phonologie chinoise》, Leyde and Stockholm: Brill and P.A. Nobstedt, hdl:10111/UIUCBB:karlbe0001etusur.
- ——— (1957), 《Grammata Serica Recensa》, Stockholm: Museum of Far Eastern Antiquities, OCLC 1999753.
- Newman, J.; Raman, A. V. (1999), 《Chinese historical phonology: a compendium of Beijing and Cantonese pronunciations of characters and their derivations from Middle Chinese》, LINCOM studies in Asian linguistics 27, Munich: LINCOM Europa, ISBN 3-89586-543-5.
- Volpicelli, Zenone (1896), 《Chinese phonology: an attempt to discover the sounds of the ancient language and to recover the lost rhymes of China》, Shanghai: China Gazette, OCLC 24264173.